# Najac
Najac es una comuna francesa del departamento del Aveyron en la región de Occitania. La comuna se encuentra situada en un meandro en la garganta del Río Aveyron, en el oeste del departamento, al paso de la carretera D39 y a 5 km de la D922 que une Villefranche-de-Rouergue y Cordes-sur-Ciel.
Ostenta la distinción de Les plus beaux villages de France, entre otras cosas debido a su castillo del siglo XII (construido originalmente por los Condes de Toulouse y reformado con posterioridad). Además pertenece a las categorías turísticas Pays d'Art et d'Histoire des Bastides de Rouergue, Association des Sites Remarquables du Goût y Station Verte de Vacances.

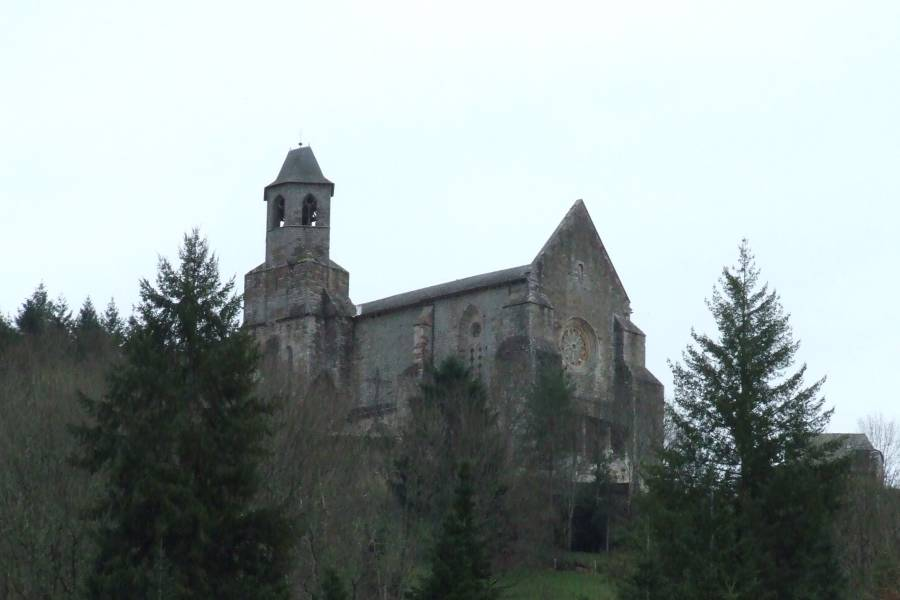
Iglesia de Saint-Jean de Najac
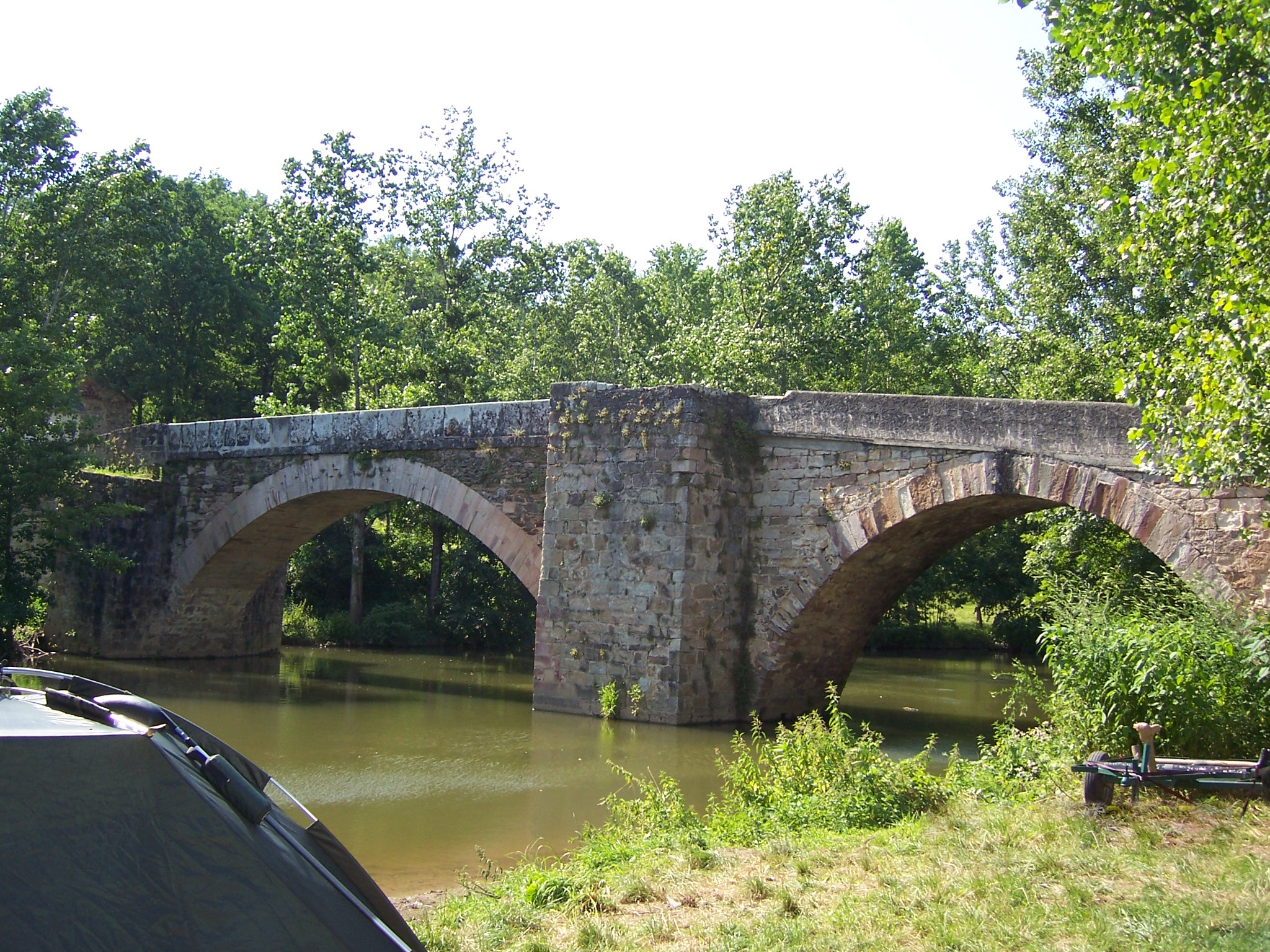
Puente Saint Blaise de Najac

## Demografía
| 1095 | 1029 | 928 | 818 | 766 | 744 |
| Para los censos de 1962 a 1999 la población legal corresponde a la población sin duplicidades (Fuente: INSEE [Consultar]) |      |     |     |     |     |